# Geevarghese Ivanios
Geevarghese Mar Ivanios (en malabar: അബൂന്‍ ഗീവര്ഘെസേ മോര്‍ ഇവനിഒസ്), de nombre secular Geevarghese Panickerveetil (Mavelikkara, Kerala, 21 de septiembre de 1882-Trivandrum, Kerala, 15 de julio de 1953) fue un religioso indio, fundador de la Orden de la Imitación de Cristo (Bethany Ashram), arzobispo de Trivandrum y metropolita de la Iglesia católica siro-malankar desde el 11 de junio de 1932 hasta su muerte.

## Biografía
Nació en Mavelikkara en 1882, hijo de Thomas y Annamma Panicker. Recibió su primera educación en escuelas protestantes y gubernamentales. A partir de 1897 asistió al Seminario de Kottayam, recibiendo las órdenes menores de la vida clerical el 20 de septiembre de 1898. Fue ordenado diácono por Pulikkottil Mar Dionysius el 9 de enero de 1900, y obtuvo una licenciatura en Economía e Historia india en el Christian College de Madrás. Durante este tiempo estableció varios planes para la renovación de la Iglesia malankar. Fue ordenado sacerdote el 15 de agosto de 1908 por Vattasseril Mar Dionysius. 
Desde 1912 impartió clases en la Universidad de Serampore (Calcuta). Se empezó a interesar entonces por la vida monástica, inspirándose en la figura de San Basilio. En esa época visitó el Sabarmati Ashram de Gandhi y el Santiniketan de Rabindranath Tagore, que le proporcionaron una nueva visión del monaquismo indio. Estas experiencias le hicieron reflexionar sobre la creación de una orden de misioneros para llevar a cabo la tarea de la evangelización de la India. Poco a poco la residencia de Geevarghese y sus seguidores en el Serampore se convirtió en un ashram (monasterio), y comenzaron a vivir una vida religiosa de acuerdo a las reglas monásticas de San Basilio, adaptadas a la cultura india. 
A su regreso de Calcuta, Geevarghese buscó un lugar para establecer un ashram. Uno de sus amigos, John Vakeel donó 100 acres (400.000 m²) de tierra en Mundanmala, Ranni-Perunadu, Kerala, donde en 1919 Geevarghese y sus seguidores construyeron una pequeña choza con techo de paja hecha de ramas de árboles y bambú. Orando para encontrar un nombre para el ashram abrió la Biblia y encontró la palabra Betania, por lo que nombró su orden Bethany Ashram, que pronto se convirtió en un lugar de peregrinación y experimentación espiritual, así como un refugio para los pobres y los marginados. En 1925 fundó igualmente el Bethany Madhom (convento) para mujeres.
En 1925 el Santo Sínodo de Malankara decidió ordenar a Geevarghese como obispo del Bethany Ashram, siendo consagrado obispo de la Iglesia ortodoxa de Malankara por el catolicós Baselios Geevarghese I el 1 de mayo de 1925. Recibió entonces el nombre de Geevarghese Mar Ivanios. El sueño de Mar Ivanios era la comunión con la Iglesia católica, que se hizo realidad el 20 de septiembre de 1930, cuando juró la profesión católica ante el obispo de Kollam, Aloysius Maria Benziger, junto con Mar Theophilos, el Obispo Sufragáneo de Betania, y los monjes John Kuzhinapurath, Alexander Attupurath y Chacko Kiliyileth, que formaron el germen de la Iglesia católica siro-malankar, que se estableció como Iglesia católica oriental sui iuris. 
En 1932 Mar Ivanios hizo una peregrinación a Roma y se reunió con el Papa Pío XI. Allí recibió el palio, siendo nombrado arzobispo titular de Phasis (13 de febrero). También participó en el Trigésimo Segundo Congreso Eucarístico celebrado en Dublín, Irlanda. El papa Pío XI estableció entonces la jerarquía católica siro-malankar a través de la constitución apostólica Christo pastorum Principi (11 de junio de 1932), siendo nombrado Mar Ivanios arzobispo de Trivandrum y metropolita de la Iglesia malankar. 
Desde entonces realizó grandes esfuerzos para establecer la unidad cristiana en la comunidad malankar. Envió misioneros a diferentes partes de su territorio para predicar la buena noticia de la comunión católica. Bajo su liderazgo, unos 75 sacerdotes se reunieron bajo diferentes denominaciones de la Iglesia malankar y se establecieron alrededor de 150 parroquias. También creó unas 50 escuelas y una universidad que lleva su nombre. La Universidad de San Francisco le otorgó el Doctorado en Derecho. 
Mar Ivanios murió el 15 de julio de 1953, siendo enterrado en la Catedral de Santa María de Pattom, Trivandrum.

## Proceso de canonización
El 14 de julio de 2007 fue declarado Siervo de Dios y el 14 de marzo de 2024 el papa Francisco aprobó el decreto de sus virtudes heroicas, pasando a ser venerable.